# Bianca – Wege zum Glück
Bianca – Wege zum Glück ist die erste deutschsprachige Telenovela, die erstmals vom 1. November 2004 bis zum 5. Oktober 2005 täglich im Nachmittagsprogramm des ZDF ausgestrahlt wurde. Die Hauptfiguren sind Bianca Berger, gespielt von Tanja Wedhorn, und Oliver Wellinghoff, gespielt von Patrik Fichte.

## Ausstrahlungen
Zunächst wurde die Serie ab dem 3. September 2007 im ORF wiederholt, ab dem 7. April 2008 lief die Telenovela außerdem auch auf dem italienischen Privatsender Rete 4. Ab dem 31. August 2009 wollte das ZDF erstmals alle 224 Folgen im Vormittagsprogramm wiederholen, brach die Ausstrahlung jedoch bereits nach der 77. Folge am 30. Dezember wieder ab. Vom 2. November 2009 bis 14. Dezember 2010 wurde eine weitere Komplettwiederholung auf dem Digitalsender ZDFneo gesendet. Die Serie lief außerdem mehrere Male auf dem Bezahlsender Romance TV. Ab dem 2. Juli 2014 wurden alle Folgen im Nachmittagsprogramm des Österreichischen Fernsehsenders ORF 2 wiederholt.
Seit dem 1. April 2023 ist die komplette Serie frei in der ZDFmediathek abrufbar.

## Hintergrund
Das Besondere an dieser ersten deutschen Telenovela war, dass erstmals für eine Fernsehserie jeden Tag über 40 Minuten sendefähiges Material gedreht werden musste; bei vergleichbaren Serien (Seifenopern) waren bislang lediglich etwa 25 Minuten nötig gewesen. Dies bedeutete, dass die Mitwirkenden vor und hinter der Kamera einen etwa zwölfstündigen Arbeitstag hatten. Gedreht wurde täglich mit mehreren Kamerateams. Einige waren im Studio, andere bei den Außenaufnahmen aktiv. Im Zeitraum eines Jahres wurden wöchentlich fünf Folgen produziert.
Die Telenovela war ursprünglich auf 200 Episoden angelegt worden. Am 18. März 2005 gab das ZDF bekannt, dass die Serie aufgrund der positiven Zuschauerresonanz um 24 Folgen erweitert werde. Der letzte Drehtag war der 16. Juli 2005, die letzte Folge wurde am 5. Oktober 2005 ausgestrahlt.
Auf Grund des großen Erfolges in Europa wurde Bianca sowohl in den USA als auch in Russland nachproduziert. Die US-Version hieß Monarch Cove und wurde von Fremantle für Lifetime Television produziert, die russische Version hieß Ogon Lyubvi („Flamme der Liebe“) und wurde von Teleroman für 1TV gedreht. Die Adaptionen entstanden unter der Mitwirkung des Chefautors der deutschen Serie, Rasi Levinas.

### Nachfolgeserien
Eine Nachfolgeserie mit dem Titel Julia – Wege zum Glück (in späteren Staffeln nur noch Wege zum Glück) löste Bianca direkt am Tag nach der Erstausstrahlung des Serienfinales zur selben Sendezeit ab. Trotz der inhaltlich weitgehenden Unabhängigkeit spielt diese Telenovela im selben Serienuniversum und zeitlich chronologisch direkt nach Bianca, wie sich durch das Auftauchen der aus Bianca bekannten und von Nicola Ransom gespielten Figur Katy Wellinghoff im Verlauf der Serie herausstellt. Deren Geschichte wird in den Folgen 178 bis 211 von Julia kurzzeitig fortgesetzt.
Mit Wege zum Glück – Spuren im Sand wurde 2012 eine weitere Nachfolgeserie in Angriff genommen. Zum Hauptcast der Serie gehört Birgit Wiedel Weidinger in ihrer aus Bianca bekannten Rolle Bärbel Krause, deren Geschichte in dieser Telenovela eine Fortsetzung findet.

## Handlung

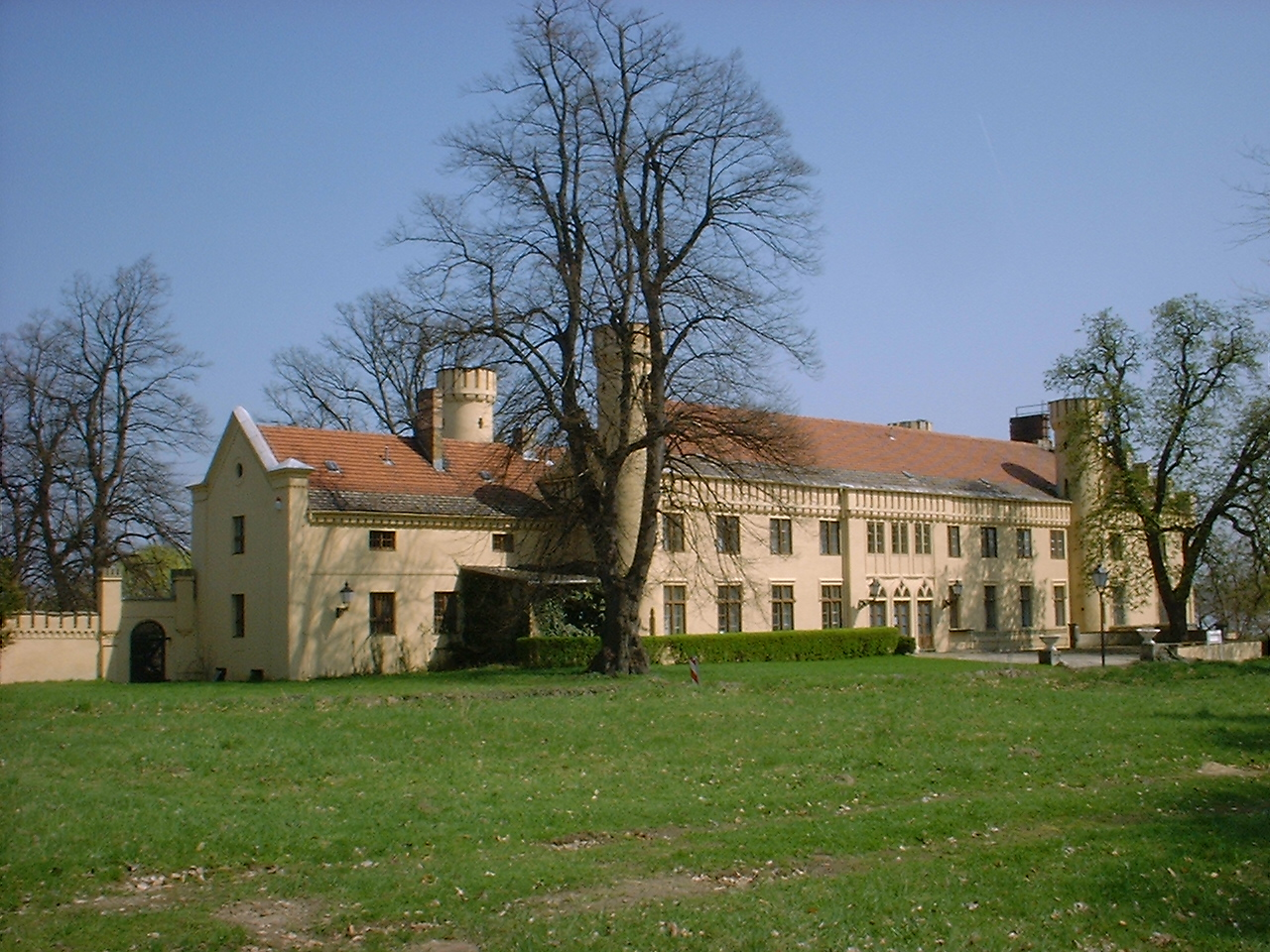
Schloss Petzow als Außenmotiv von Gut Wellinghoff

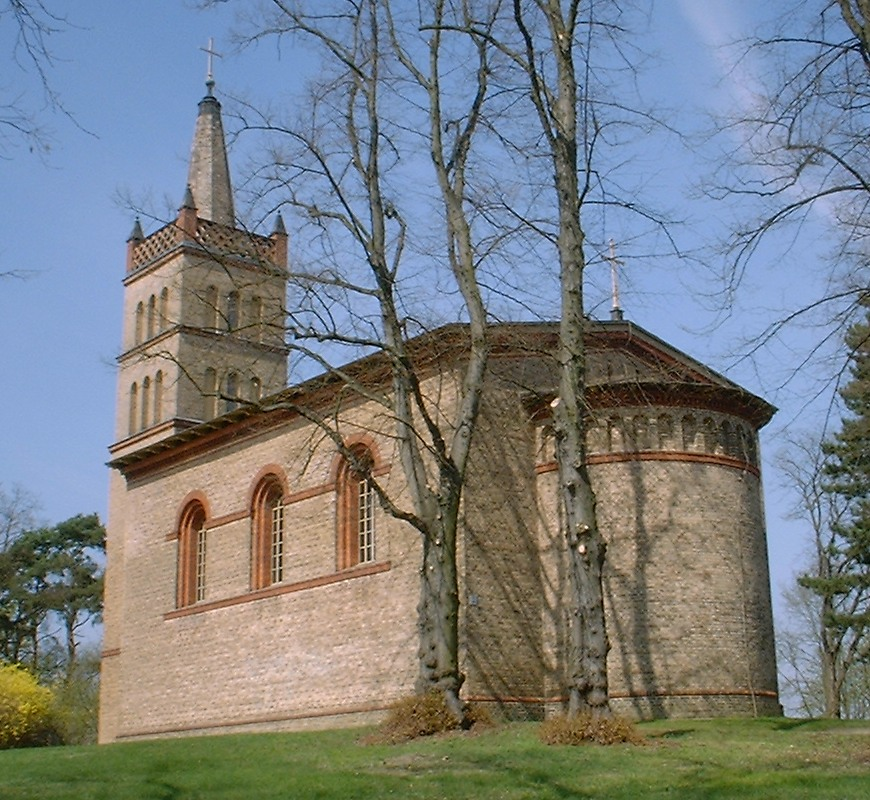
Die Dorfkirche in Petzow

Die Telenovela handelt von der 28-jährigen Bianca Berger, die anscheinend ohne Erfolg ihr Glück sucht. Nachdem sie unschuldig mehrere Jahre im Gefängnis verbracht hat, weil sie den Betrieb ihres Vaters in Brand gesteckt haben soll, der dabei ums Leben kam, wird sie entlassen und im fiktiven Handlungsort „Tannenau“ von ihrer Cousine Katy Neubauer, der eigentlichen Brandstifterin, aufgenommen.
Bianca findet bald eine Stelle als Hausangestellte auf dem Anwesen „Gut Wellinghoff“. Hausherr ist der Bankier Alexander Wellinghoff, der mit Ariane verheiratet ist. Das Paar hat einen Sohn namens Oliver, in den sich Bianca verliebt, woraus viele Turbulenzen entstehen. Schon bald kehrt Olivers Verlobte Judith Simon aus Afrika zurück und eröffnet ihm, dass sie schwanger sei. Wenig später heiraten Oliver und Judith. Von seiner Affäre mit Bianca verrät Oliver seiner Frau zunächst nichts.
Unterdessen taucht Viktor Schneider, der Komplize von Katy, auf und erpresst diese, woraufhin Katy den unliebsamen Bekannten durch eine Überdosis Herztropfen ermordet. Wenig später trifft sie ihren alten Bekannten Pascal Wellinghoff, Alexanders Sohn aus erster Ehe, wieder. Pascal verspürt einen großen Hass auf seinen Vater, der seine Mutter und ihn einst sitzen ließ. Katy und er spinnen eine Intrige nach der anderen, um die Wellinghoffs ins Verderben zu stürzen.
Eines Tages verübt Katy einen Anschlag auf Judith, der so angelegt ist, dass die Polizei Bianca für die Schuldige hält. Judith wird schwer verletzt und verliert ihr Kind. Zur Tatzeit war Oliver mit Bianca zusammen in einem Hotelzimmer, womit er der Einzige wäre, der Bianca entlasten kann, gleichzeitig jedoch seine Affäre mit ihr auffliegen würde. Oliver entscheidet sich schließlich dazu, Bianca mit seiner Aussage aus dem Gefängnis zu holen, und gesteht auch Judith seinen Seitensprung. Judith verkraftet den Schock nicht und stirbt wenig später an einer Lungenembolie, welche eine Folge des Unfalls war. Oliver fühlt sich schuldig und entschließt sich, ein Jahr abseits der Zivilisation in einer Waldhütte zu verbringen. Währenddessen entledigen sich Katy und Pascal ihrer Augenzeugin Simone Morgenrot, die sie für den Anschlag auf Judith gekauft hatten.
Etwa zur gleichen Zeit stellt sich heraus, dass der Vater von Olivers kleiner Schwester Sofia nicht Alexander ist, sondern Matthias Rüger, der frühere Kommilitone und immer noch beste Freund von Oliver. Alexanders und Arianes Beziehung wird dadurch stark belastet, Alexander stürzt in eine Krise. Auch Sofia ist irritiert und entschließt sich, ein Jahr in Amerika zu verbringen.
Ein Jahr später: Bianca ist inzwischen mit Eddie Behringer, dem Chauffeur der Wellinghoffs, zusammen. Oliver kehrt auf das Gut zurück. Die Intrigen von Katy und Pascal sind inzwischen weit fortgeschritten: Durch gefälschte Unterschriften und dubiose Geschäfte haben sie die Privatbank Wellinghoff in große Schwierigkeiten gebracht. Dank Oliver kommt langsam Licht ins Dunkel. Es stellt sich heraus, dass Katy die Unterschriften gefälscht hat, wodurch sie ihre Glaubwürdigkeit bei den Wellinghoffs verspielt hat. Doch damit ist die Aufklärung der Bank-Affäre noch nicht am Ende. Mit Hilfe von Maren Heilmann kann Oliver beweisen, dass Pascal genauso in die Affäre verstrickt ist.
Unterdessen planen Bianca und Eddie ihre Hochzeit, doch es stellt sich heraus, dass Oliver immer noch Gefühle für Bianca hat. Auch Bianca merkt, dass sie Oliver immer noch liebt. Die beiden finden wieder zueinander und planen ihre Hochzeit. Zur gleichen Zeit droht ihnen jedoch große Gefahr: Nachdem Bianca Katy eine Falle gestellt und ihr ein Geständnis für den Brandanschlag sowie den Mord an Viktor entlockt hat, sind Katy und Pascal auf ein altes Fabrikgelände geflohen und planen dort einen Brandanschlag auf das Fish for Fun, wo die Hochzeitsfeier stattfinden soll. In der Hoffnung auf Hafterlassung belasten sich Katy und Pascal jedoch gegenseitig bei der Polizei, woraufhin beide auf dem Fabrikgelände von Kommissar Weber gestellt werden. Während ihrer Flucht kommt Pascal durch eine verheerende Explosion ums Leben. Katy hingegen kann dem Feuertod entkommen, wird jedoch schwer verletzt und liegt monatelang im Koma, bis sie bei Julia – Wege zum Glück im Klinikum Falkental wieder erwacht.
Während sich ihre Cousine eine heiße Verfolgungsjagd mit der Polizei liefert, hat Bianca endlich ihr Glück gefunden und heiratet ihre große Liebe Oliver.

## Besetzung

### Hauptdarsteller
Sortiert nach der Reihenfolge des Einstiegs.
| Schauspieler            | Rollenname                             | Folgen        | Erstausstrahlung | Bemerkungen |
| ----------------------- | -------------------------------------- | ------------- | ---------------- | --- |
| Tanja Wedhorn           | Bianca Berger-Wellinghoff, geb. Berger | 1–224         | 2004–2005        | ehemaliges Hausdienstmädchen auf Gut Wellinghoff Enkelin von Ursula, Tochter von Hans, Schwester von Heiko, Cousine von Katy, zeitweilig Verlobte von Pascal und Eddie, Ehefrau von Oliver, somit Schwägerin von Sofia und Schwiegertochter von Ariane und Alexander |
| Nicola Ransom           | Katy Wellinghoff, geb. Neubauer        | 1–224         | 2004–2005        | Persönliche Assistentin von Pascal Enkelin von Ursula, Nichte von Hans, Cousine von Bianca und Heiko, Affäre von Viktor und Alexander, One-Night-Stand von Eddie und Sven, Ehefrau von Pascal, Schwiegertochter von Alexander und Constanze, Schwägerin von Oliver und Sofia (starb augenscheinlich bei einer Verfolgungsjagd mit der Polizei, taucht jedoch in Julia – Wege zum Glück wieder auf, wo sich herausstellt, dass sie überlebt hat und ins Koma gefallen ist; täuscht später ihren Tod vor und taucht mit falscher Identität unter) |
| Patrik Fichte           | Oliver Wellinghoff                     | 1–224         | 2004–2005        | Sohn von Ariane und Alexander, Halbbruder von Sofia und Pascal, Witwer von Judith, Ehemann von Bianca, somit Schwager von Heiko |
| Christoph Mory          | Edmund „Eddie“ Behringer               | 1–224         | 2004–2005        | Chauffeur der Wellinghoffs Sohn von Georg, One-Night-Stand von Katy und Denise, zeitweilig Verlobter von Bianca |
| Kerstin Gähte           | Ariane Wellinghoff                     | 1–224         | 2004–2005        | Ehefrau von Alexander, Mutter von Sofia und Oliver, Ex-Geliebte von Matthias, später Schwiegermutter von Judith und Bianca |
| Nadja Robiné            | Denise Richter                         | 1–224         | 2004–2005        | Hausdienstmädchen auf Gut Wellinghoff One-Night-Stand von Sven und Eddie, zeitweilig Freundin von Heiko |
| Birgit Wiedel Weidinger | Bärbel Krause                          | 1–224         | 2004–2005        | Köchin auf Gut Wellinghoff zeitweilig liiert mit Aushilfskoch Markus |
| Peter Hladik            | Alexander Wellinghoff                  | 1–224         | 2004–2005        | Chef des Wellinghoff-Bankhauses Ehemann von Ariane, Ex-Ehemann von Constanze, Ex-Affäre von Maren und Katy, Vater von Oliver, Pascal und rechtlich auch von Sofia, später Schwiegervater von Judith, Katy und Bianca |
| Joana Schümer           | Maren Heilmann                         | 1–106 191–224 | 2004–2005        | Ehemalige Assistentin in der Wellinghoff-Bank Ex-Geliebte von Alexander, Verlobte von Sven |
| Uwe Zerbe               | Georg Behringer                        | 2–224         | 2004–2005        | Verwalter von Gut Wellinghoff Vater von Eddie |
| Jytte-Merle Böhrnsen    | Sofia Wellinghoff                      | 2–224         | 2004–2005        | Schülerin Tochter von Ariane und Matthias, Halbschwester von Oliver, Schwägerin von Judith und Bianca, vorübergehend Freundin von Heiko, One-Night-Stand von Sven |
| Eva Klemt               | Tina Rüger                             | 3–224         | 2004–2005        | Inhaberin des „Fish for Fun“ Ehefrau von Matthias, beste Freundin von Judith und später auch von Bianca |
| Andreas Hutzel          | Matthias Rüger                         | 3–224         | 2004–2005        | Inhaber des „Fish for Fun“ Ehemann von Tina, Ex-Affäre von Ariane, leiblicher Vater von Sofia, bester Freund von Oliver |
| Jorres Risse            | Sven Heysenberg                        | 3–224         | 2004–2005        | Gärtner auf Gut Wellinghoff zunächst unglücklich verliebt in Denise, One-Night-Stand von Katy und Sofia, später Verlobter von Maren |
| Elisabeth Sutterlüty    | Judith Wellinghoff, geb. Simon †       | 22–159        | 2004–2005        | Tochter von Philipp und Juliane, Ehefrau von Oliver, Schwiegertochter von Alexander und Ariane, Schwägerin von Pascal und Sofia (starb in Folge 158 an einer Lungenembolie, kurz nachdem sie von Katy angefahren worden war) |
| Michael Rotschopf       | Pascal Wellinghoff †                   | 37–224        | 2004–2005        | Sohn von Alexander und Constanze, Stiefsohn von Ariane, Halbbruder von Oliver und (rechtlich auch von) Sofia, Schwager von Judith, vorübergehend Verlobter von Bianca, Ehemann von Katy (kam bei einer Verfolgungsjagd mit der Polizei ums Leben) |
| Ralph Kretschmar        | Heiko Berger                           | 55–224        | 2005             | Enkel von Ursula, Sohn von Hans, Bruder von Bianca, Cousin von Katy, zeitweilig Freund von Sofia und Denise |

### Nebendarsteller
Sortiert nach der Reihe des Einstiegs.
| Schauspieler        | Rollenname         | Folgen                      | Erstausstrahlung | Bemerkungen |
| ------------------- | ------------------ | --------------------------- | ---------------- | --- |
| Egon Hofmann        | Herbert Fischer    | 4–22                        | 2004             | Vermieter von Bianca und Katy |
| Franz-Joseph Dieken | Viktor Schneider † | 5–22                        | 2004             | Ehemaliger Buchhalter der Textilfabrik Berger, alter Bekannter von Katy (erpresste Katy mit dem gemeinsamen Brandanschlag und wurde deshalb von ihr mit einer Überdosis des Herzmittels „Terasinol“ ermordet)                                           |
| Annemone Haase      | Ursula Berger †    | 18–50                       | 2004–2005        | Großmutter von Bianca, Katy und Heiko (starb an Herzversagen) |
| Franziska Lippert   | Helga Tsaditis     | 33 88–110                   | 2004 2005        | Bekannte von Denise, Flirt von Eddie, Ex-Affäre von Markus |
| Amadeus Gollner     | Karl Schmidt       | 64, 71                      | 2005             | Komplize von Pascal (vergiftete Vögel in Italien, wodurch ein wichtiges Geschäft der Wellinghoff-Bank verhindert wurde) |
| Thomas Schmuckert   | Pastor Landmann    | 71, 82, 83, 224             | 2005             | traute Oliver und Judith, später Oliver und Bianca |
| Heiko Wohlgemuth    | Marcus             | 77–86 98–99                 | 2005             | Koch (bei Olivers und Judiths Hochzeit) Affäre von Bärbel, Vater von Helgas Kind |
| Susanne Schlenzig   | Simone Morgenrot † | 143–158                     | 2005             | Prostituierte, alte Bekannte von Pascal, gekaufte Zeugin für Judiths Unfall (wurde von Pascal mit einer Überdosis „Terasinol“ ermordet, um weiteren Erpressungen vorzubeugen)                                                                           |
| Joanne Gläsel       | Professor Jansen   | 145–148 159                 | 2005             | Judiths Ärztin (behandelte Judith im Krankenhaus und stellte ihren Tod fest) |
| Christoph Hemrich   | Kommissar Weber    | 145–152 165 190–197 213–224 | 2005             | Kriminalkommissar (ermittelte im Fall der angefahrenen Judith und überführte Katy und Pascal schließlich ihrer größten Verbrechen, respektive Brandstiftung in Hans Bergers Textilfabrik mit dessen Todesfolge sowie Mord an Viktor, Judith und Simone) |

## Quoten
„ […] Um die romantische Ader der Fernsehzuschauer kümmerte sich ab November 2004 das ZDF, denn damals ging mit Bianca – Wege zum Glück Deutschlands erste Telenovela auf Sendung. Wenige Tage vor dem Start des Formats erhoffte sich die Redaktion positive Werte – natürlich auch im Bezug auf die Quoten. Die Rechnung ging auf: Mit 2,92 Millionen Zuschauern und einem Marktanteil von 17,6 Prozent verlief Biancas erster Fernseh-Auftritt mehr als gut.“

„Und auch diese Hoffnung war durchaus begründet, denn als Bianca im Herbst 2005 in den „Ruhestand“ ging, erzielte das ZDF mit der letzten Folge einen Marktanteil von 16,8 Prozent in der werberelevanten Zielgruppe der 14- bis 49-Jährigen, bei denen etwa 790.000 Bundesbürger einschalteten. Die Telenovela schien sich mit der Zeit also eine große Fan-Gemeinde aufgebaut zu haben. Dennoch waren die Zuschauer überwiegend älter als 65 Jahre. Zu dieser Gruppe zählten am letzten Sendetag 1,85 Millionen Zuschauer – insgesamt waren 3,48 Millionen Menschen dabei. Damit entschieden sich 48,2 Prozent aller Serien-Fans über 65 an diesem Nachmittag für den Abschied von Bianca. In der Altersklasse der 20- bis 29-Jährigen sahen dagegen lediglich 11,0 Prozent zu, in der Gruppe der 30- bis 39-Jährigen kam die Hochzeitsepisode dagegen auf einen Marktanteil von 20,2 Prozent. Die Einschaltquote der 224. Episode lag mit insgesamt 28,8 Prozent weit über dem Schnitt des Mainzer Fernsehsenders.“

„Dass der durchschnittliche Bianca-Zuschauer weiblich war, dürfte kaum jemanden verwundern. 2,61 Millionen Frauen verfolgten die letzte Folge, was für einen Marktanteil von 35,5 Prozent reichte. Erstaunlich ist jedoch, dass auch relativ viele Männer Gefallen an dem Format gefunden zu haben scheinen. Das Finale verfolgten immerhin 0,79 Millionen männliche Bundesbürger. Hier betrug der Marktanteil gute 19,1 Prozent.“

## Merchandise
DVDs 

Es wurden sechs DVDs veröffentlicht:
- Bianca – Wege zum Glück: Die Zusammenfassung Vol. 1
enthält die kompletten Folgen 1–12, unveröffentlichtes Material über die Liebespaare, mehrere ZDF-Beiträge sowie Auszüge aus dem Bianca-Hörbuch „Ein neues Leben“
- Bianca – Wege zum Glück: Die schönsten Momente Vol. 2
enthält die kompletten Folgen 13–24, unveröffentlichtes Material über die Liebespaare, mehrere ZDF-Beiträge sowie Auszüge aus dem Bianca-Hörbuch „Ein neues Leben“
- Bianca – Wege zum Glück: Die schönsten Momente Vol. 3
enthält die kompletten Folgen 25–36
- Bianca – Wege zum Glück: Die schönsten Momente Vol. 4
enthält die kompletten Folgen 37–48
- Bianca – Wege zum Glück: Die Romantik-DVD
enthält alle Liebesgeschichten der Telenovela, unveröffentlichte Interviews sowie einzigartige Backstage-Einblicke
- Bianca – Wege zum Glück: Die Hochzeits-DVD
enthält die ersten beiden Bianca-Kapitel, die Live-Performance des Bianca-Titelsongs „True Believer“, die Liebesgeschichte von Bianca & Oliver, die beiden Hochzeitskapitel sowie eine Fotogalerie mit den schönsten Bildern

Am 25. September 2009 erschienen die DVDs 1–4 nochmals alle zusammen als DVD-Box unter dem Titel Bianca – Wege zum Glück: Alle „Schönsten Momente“ der kompletten Telenovela (13 DVDs).
Hörbücher 

Zur Serie wurden drei Hörbücher veröffentlicht, die alle von Tanja Wedhorn, der Hauptdarstellerin der Serie, gesprochen wurden.
Begleitbücher 

Bei „Mira Taschenbuch“ erschienen im Cora-Verlag fünf Begleitromane zur Telenovela, die alle von Marcela DeWinter verfasst wurden. In ihnen werden Geschichten der Charaktere erzählt, die nicht direkt in der Telenovela erzählt wurden.
- 1. Verlorene Freiheit
- 2. Raffinierte Intrigantin
- 3. Duell der Generationen
- 4. Verliebt in Venedig
- 5. Für jetzt und immer

Romanhefte 

Des Weiteren erschienen im Cora-Verlag während der Erstausstrahlung monatlich insgesamt zwölf Taschenromane, die die Handlung der Telenovela zusammenfassen. Alle Bücher waren jedoch sehr schnell vergriffen.
- 1. Aufbruch in ein neues Leben
- 2. Olivers Geheimnis
- 3. Die Hoffnung siegt
- 4. Zeit der Entscheidung
- 5. Der Bund fürs Leben?
- 6. Wendungen des Schicksals
- 7. Eine neue Liebe?
- 8. Die Kraft der Liebe
- 9. Nur ein Traum vom Glück
- 10. Die Ruhe vor dem Sturm
- 11. Freunde fürs Leben?
- 12. Ein Traum wird endlich wahr